# La Chapelle-Moulière
La Chapelle-Moulière é uma comuna francesa na região administrativa da Nova Aquitânia, no departamento de Vienne. Estende-se por uma área de 17,04 km². Em 2010 a comuna tinha 736 habitantes (densidade: 43,2 hab./km²).